# Albert Zafy
Albert Zafy (Ambilobe, 1 de maio de 1927 - Saint-Pierre, 13 de outubro de 2017) foi um político de Madagáscar. Foi Presidente da República de 27 de março de 1993 a 5 de setembro de 1996.
Zafy estudou na Universidade de Montpellier, na França. Depois de voltar a Madagáscar, foi nomeado Ministro da Saúde Pública e Assuntos Sociais. Depois do golpe de estado de Didier Ratsiraka, em 1975, Zafy se viu forçado a pedir demissão.
Em 1988, fundou a União Nacional para o Desenvolvimento e a Democracia. Em uma conferência nacional da oposição, em 1990, Zafy foi eleito presidente das Forças Vivas, coalizão de vários partidos da oposição, entre eles a própria União Nacional de Zafy.
Em 1993, obteve a vitória nas eleições presidencialistas democráticas celebradas quele ano, derrotando Ratsiraka. Zafy não trabalhou para resolver os problemas econômicos do país, e sua popularidade se desvaneceu rapidamente. Depois de um processo de destituição parlamentarista, foi deposto em julho de 1996, e renunciou, definitivamente, em setembro do mesmo ano, depois de perder seus recursos ante os tribunais. Em 1997, se candidatou de novo às eleições presidencialistas, perdendo para seu rival Ratsiraka, que voltava à presidência após um quatro anos.
Morreu aos 90 anos de idade, num hospital de Saint-Pierre, na ilha francesa de Reunião, em decorrência de um AVC.